# Ulf Kahlert
Ulf Dietrich Kahlert (* 1981 in Dresden) ist ein deutscher Krebsforscher und Stammzellbiologe. Er ist Professor an der Medizinischen Fakultät der Otto-von-Guericke Universität Magdeburg (OvGU) und leitet dort die Abteilung Molekulare und Experimentelle Chirurgie in der Klinik für Allgemein-, Viszeral-, Gefäß-, und Transplantationschirurgie. Seine Forschungsarbeiten sind in mehr als 90 internationalen Veröffentlichungen dokumentiert.

## Leben

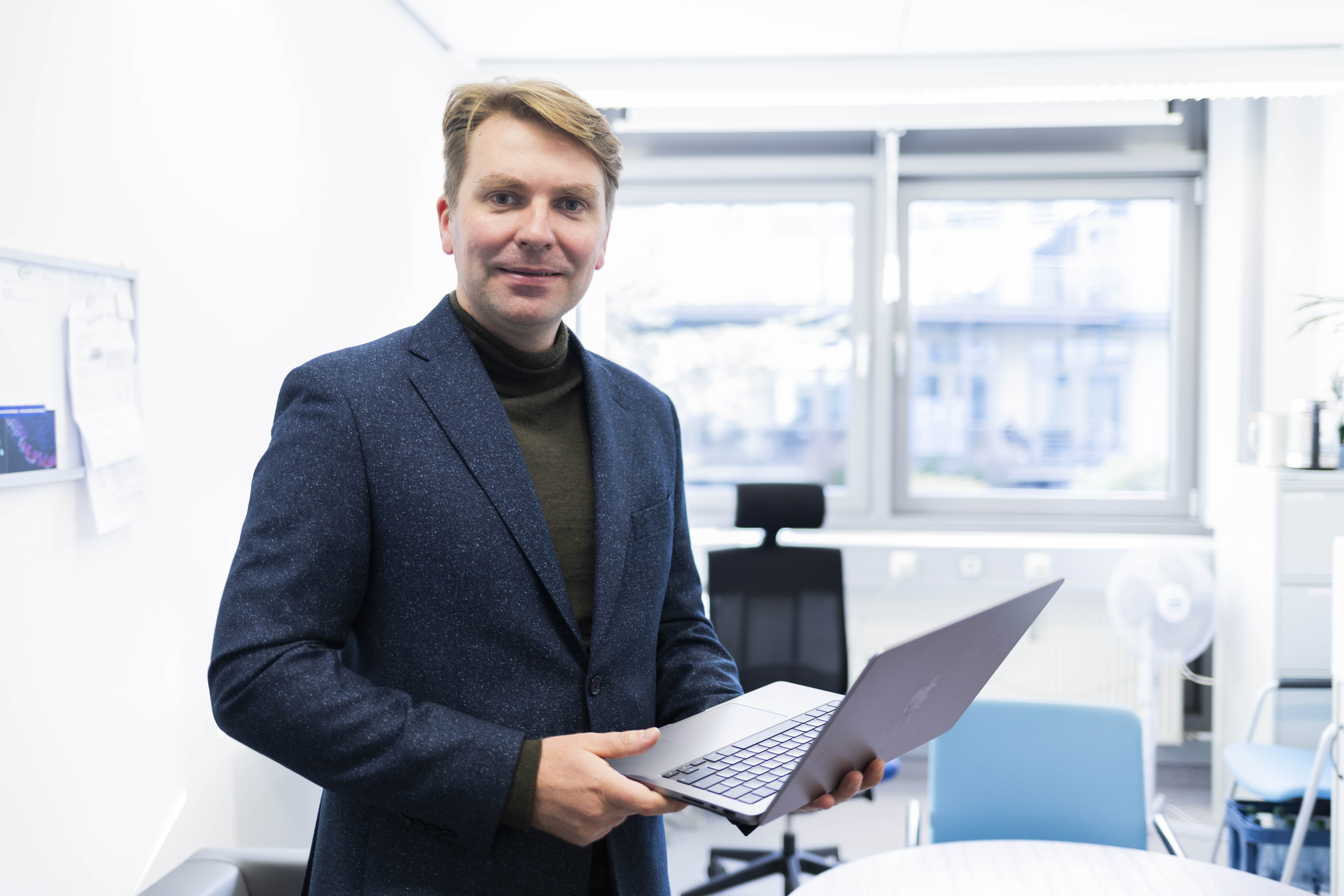
Ulf Kahlert

Ulf Kahlert ist der Sohn der Ärztin Ruth Kahlert und des Ingenieurs Jürgen Kahlert. Er wuchs in Dresden auf. Ulf Kahlert studierte Biologie an der Universität Gießen, University of Sussex, Brighton, UK und Universität Freiburg, wo er 2008 sein Diplom abschloss. Unter der Betreuung von Wolfgang Driever  promovierte er zum Thema Tumorstammzellen an der Fakultät für Biologie im Jahre 2012 zum Dr. rer. nat. Als Stipendiat der Stiftung Deutsche Krebshilfe führte er von 2013 bis 2015 als Postdoktorand seine Arbeiten im Labor von Professor Charles G. Eberhart in der Abteilung Pathologie des Johns Hopkins Hospital, Baltimore, MD, USA fort.
Ab Oktober 2015 leitete er an der Klinik für Neurochirurgie des Universitätsklinikums Düsseldorf die Arbeitsgruppe Translationale Neurotechnologien. Im November 2020 habilitierte sich Ulf Kahlert an der Medizinischen Fakultät der Universität Düsseldorf zum Thema Stammzelltechnologie für die Präzisionsonkologie und erhielt die Venia Legendi. Im April 2021 folgte er dem Ruf auf die Professur für Molekulare und Experimentelle Chirurgie an die OvGU. Seit 2023 ist er Leiter der Molekularen Forschung am AN-Institut für Qualitätssicherung in der Operativen Medizin der OvGU. Seine Forschungsgruppe beteiligt sich als Forschungsgruppe am Campus STIMULATE, eine auf die Entwicklung moderner Medizintechnik ausgerichtete öffentlich-private Partnerschaft. Im Jahr 2024 erfolgte die Bestellung zum Vorsitzenden der Ortsgruppe Magdeburg des Deutschen Hochschulverbands und er ist Vorsitzender der Kommission für Internationale Beziehungen der Fakultät der Medizin der OvGU.
Kahlert ist verheiratet und Vater eines Sohnes.

## Forschungsfelder
1. Tumorstammzellforschung
  - Untersuchungen zur Plastizität und Heterogenität von malignen soliden Tumoren, insbesondere von Glioblastomen, Pankreasadenokarzinomen und Darmtumore[11][12][13]
  - Entwicklung neuer Behandlungsansätze gegen Therapieresistenz und Metastasierung von Tumoren anhand personalisierter Therapien mit Fokus auf Modulation des Zellmetabolismus[14][15][16][17][18][19][20]
  - Simulation der Tumorentwicklung mittels gesunder Stammzellen[21][22][23][24]
  - Sicherung reproduzierbarer Forschungsergebnisse durch Entwicklung alternativer Validierungstechniken[25][26][27]
2. Früherkennung von Tumoren anhand von neuartigen Diagnostika zur potentiellen Intra-operative oder perioperativen Anwendung[28][29][30]
3. Qualitätsverbesserung der biomedizinischen Forschung durch verbessertes Reporting und Qualitätsmanagement[27][31][32][33][34]
4. Tierfreie Ersatzmethoden in der Frühphase der Medikamentenentwicklung[35][36]

Im Rahmen der COST Förderinitiative der Europäischen Union wurde Kahlerts Forschung zur Anwendung von Stammzellen als Testplattform für das Abschätzen von Spezifitäten und Effizienz innovativer Nanomedikamente gegen Krebszellen  im Jahr 2023 als Erfolgsgeschichte aller europäischen Netzwerke zur Forschungszusammenarbeit ausgewählt.

## Referenzen
1. ↑  Molekulare und Experimentelle Chirurgie (MEC). Otto-von-Guericke-Universität Magdeburg, abgerufen am 19. September 2024.
2. ↑  Pubmed Datenbank Kahlert, U. In: Pubmed. Abgerufen am 19. September 2024 (englisch).
3. ↑  Ulf Kahlert. In: Google Scholar. Abgerufen am 23. September 2024.
4. ↑  The Brain & Eye Tumor Lab: Alumni. Abgerufen am 19. September 2024 (englisch).
5. ↑  Susanne Dopheide: Rapid and low-cost point-of-care diagnostics of fatal diseases of the central nervous system using gene scissors. In: IDW online. 22. April 2021, abgerufen am 19. September 2024 (englisch).
6. ↑  Abgeschlossene Habilitationsverfahren. In: Heinrich Heine Universität Düsseldorf. Abgerufen am 19. September 2024.
7. ↑  Experte für Stammzellforschung berufen. Otto-von-Guericke-Universität Magdeburg, 1. Oktober 2021, abgerufen am 19. September 2024.
8. ↑  Forschungscampus STIMULATE. STIMULATE, abgerufen am 23. September 2024.
9. ↑  Der Landesverband Sachsen-Anhalt. In: Deutscher Hochschulverband. Abgerufen am 19. September 2024.
10. ↑  Kommission für Internationale Beziehungen. Otto-von-Guericke-Universität Magdeburg, abgerufen am 23. September 2024.
11. ↑  U. D. Kahlert, G. Nikkhah, J. Maciaczyk: Epithelial-to-mesenchymal(-like) transition as a relevant molecular event in malignant gliomas. In: Cancer Letters. Band 331, Nr. 2, 1. Mai 2013, ISSN 0304-3835, S. 131–138, doi:10.1016/j.canlet.2012.12.010 (elsevier.com [abgerufen am 22. September 2024]).
12. ↑  D. Maciaczyk, D. Picard, L. Zhao, K. Koch, D. Herrera-Rios, G. Li, V. Marquardt, D. Pauck, T. Hoerbelt, W. Zhang, D. M. Ouwens, M. Remke, T. Jiang, H. J. Steiger, J. Maciaczyk, U. D. Kahlert: CBF1 is clinically prognostic and serves as a target to block cellular invasion and chemoresistance of EMT-like glioblastoma cells. In: British Journal of Cancer. Band 117, Nr. 1, 27. Juni 2017, ISSN 1532-1827, S. 102–112, doi:10.1038/bjc.2017.157, PMID 28571041, PMC 5520214 (freier Volltext).
13. ↑  Ulf Dietrich Kahlert, Donata Maciaczyk, Fangping Dai, Rainer Claus, Elke Firat, Soroush Doostkam, Tomasz Bogiel, Maria Stella Carro, Mate Döbrössy, Christel Herold-Mende, Gabriele Niedermann, Marco Prinz, Guido Nikkhah, Jaroslaw Maciaczyk: Resistance to hypoxia-induced, BNIP3-mediated cell death contributes to an increase in a CD133-positive cell population in human glioblastomas in vitro. In: Journal of Neuropathology and Experimental Neurology. Band 71, Nr. 12, Dezember 2012, ISSN 1554-6578, S. 1086–1099, doi:10.1097/NEN.0b013e3182772d83, PMID 23147506.
14. ↑  27. Chirurgische Forschungstage “Strukturierte Forschung für den klinischen Erfolg” 26. – 28. September 2024 in Tübingen. In: bg-kliniken. Abgerufen am 22. September 2024 (deutsch, englisch).
15. ↑  Magdeburger Forscher finden Biomarker zur Früherkennung von Bauchspeicheldrüsenkrebs. 17. November 2023, abgerufen am 22. September 2024.
16. ↑  U. D. Kahlert, S. M. Mooney, M. Natsumeda, H.-J. Steiger, J. Maciaczyk: Targeting cancer stem-like cells in glioblastoma and colorectal cancer through metabolic pathways. In: International Journal of Cancer. Band 140, Nr. 1, 1. Januar 2017, ISSN 1097-0215, S. 10–22, doi:10.1002/ijc.30259, PMID 27389307.
17. ↑  Dymphna Margriet Ouwens, Michael Hewera, Guanzhang Li, Wang Di, Sajjad Muhammad, Daniel Hänggi, Hans-Jakob Steiger, Claudia A. Dumitru, Erol Sandalcioglu, Roland S. Croner, Wei Zhang, Or Kakhlon, Ulf D. Kahlert: Canonical WNT pathway inhibition reduces ATP synthesis rates in glioblastoma stem cells. In: Frontiers in Bioscience (Landmark Edition). Band 27, Nr. 1, 18. Januar 2022, ISSN 2768-6698, S. 35, doi:10.31083/j.fbl2701035, PMID 35090340.
18. ↑  Katharina Koch, Rudolf Hartmann, Julia Tsiampali, Constanze Uhlmann, Ann-Christin Nickel, Xiaoling He, Marcel A. Kamp, Michael Sabel, Roger A. Barker, Hans-Jakob Steiger, Daniel Hänggi, Dieter Willbold, Jaroslaw Maciaczyk, Ulf D. Kahlert: A comparative pharmaco-metabolomic study of glutaminase inhibitors in glioma stem-like cells confirms biological effectiveness but reveals differences in target-specificity. In: Cell Death Discovery. Band 6, 2020, ISSN 2058-7716, S. 20, doi:10.1038/s41420-020-0258-3, PMID 32337072, PMC 7162917 (freier Volltext).
19. ↑  Ulf D. Kahlert, Menglin Cheng, Katharina Koch, Luigi Marchionni, Xing Fan, Eric H. Raabe, Jarek Maciaczyk, Kristine Glunde, Charles G. Eberhart: Alterations in cellular metabolome after pharmacological inhibition of Notch in glioblastoma cells. In: International Journal of Cancer. Band 138, Nr. 5, 1. März 2016, ISSN 1097-0215, S. 1246–1255, doi:10.1002/ijc.29873, PMID 26422827, PMC 4772139 (freier Volltext).
20. ↑  Wie könnte die Entwicklung von Krebsmedikamenten verbessert werden? idw-online, 5. Juli 2022, abgerufen am 22. September 2024.
21. ↑  Constanze Uhlmann, Ann-Christin Nickel, Daniel Picard, Andrea Rossi, Guanzhang Li, Barbara Hildebrandt, Gabriele Brockerhoff, Farina Bendt, Ulrike Hübenthal, Michael Hewera, Hans-Jakob Steiger, Dagmar Wieczorek, Aristoteles Perrakis, Wei Zhang, Marc Remke, Katharina Koch, Julia Tigges, Roland S. Croner, Ellen Fritsche, Ulf D. Kahlert: Progenitor cells derived from gene-engineered human induced pluripotent stem cells as synthetic cancer cell alternatives for in vitro pharmacology. In: Biotechnology Journal. Band 17, Nr. 6, Juni 2022, ISSN 1860-7314, S. e2100693, doi:10.1002/biot.202100693, PMID 35334498.
22. ↑  N. Z. Mehjardi, J. Kessler, A. Y. Sanin, D. Picard, P. Westhoff, Ann-Christin Nickel, C. Uhlmann, W. Shi, H. J. Steiger, M. Remke, I. Fischer, D. Vordermark, R. S. Croner, U. D. Kahlert: The development of a hiPSC-based platform to identify tissue-dependencies of IDH1 R132H. In: Cell Death Discovery. Band 9, Nr. 1, 12. Dezember 2023, ISSN 2058-7716, S. 452, doi:10.1038/s41420-023-01747-w, PMID 38086797.
23. ↑  Allison R. Hanaford, Tenley C. Archer, Antoinette Price, Ulf D. Kahlert, Jarek Maciaczyk, Guido Nikkhah, Jong Wook Kim, Tobias Ehrenberger, Paul A. Clemons, Vlado Dančík, Brinton Seashore-Ludlow, Vasanthi Viswanathan, Michelle L. Stewart, Matthew G. Rees, Alykhan Shamji, Stuart Schreiber, Ernest Fraenkel, Scott L. Pomeroy, Jill P. Mesirov, Pablo Tamayo, Charles G. Eberhart, Eric H. Raabe: DiSCoVERing Innovative Therapies for Rare Tumors: Combining Genetically Accurate Disease Models with In Silico Analysis to Identify Novel Therapeutic Targets. In: Clinical Cancer Research: An Official Journal of the American Association for Cancer Research. Band 22, Nr. 15, 1. August 2016, ISSN 1557-3265, S. 3903–3914, doi:10.1158/1078-0432.CCR-15-3011, PMID 27012813, PMC 5055054 (freier Volltext).
24. ↑  Eric H. Raabe, Kah Suan Lim, Julia M. Kim, Alan Meeker, Xing-Gang Mao, Guido Nikkhah, Jarek Maciaczyk, Ulf Kahlert, Deepali Jain, Eli Bar, Kenneth J. Cohen, Charles G. Eberhart: BRAF activation induces transformation and then senescence in human neural stem cells: a pilocytic astrocytoma model. In: Clinical Cancer Research: An Official Journal of the American Association for Cancer Research. Band 17, Nr. 11, 1. Juni 2011, ISSN 1557-3265, S. 3590–3599, doi:10.1158/1078-0432.CCR-10-3349, PMID 21636552, PMC 4086658 (freier Volltext).
25. ↑  Dilaware Khan, Ann-Christin Nickel, Sebastian Jeising, Constanze Uhlmann, Sajjad Muhammad, Daniel Hänggi, Igor Fischer, Ulf Dietrich Kahlert: Testing the Stability of Drug Resistance on Cryopreserved, Gene-Engineered Human Induced Pluripotent Stem Cells. In: Pharmaceuticals. Band 14, Nr. 9, 11. September 2021, ISSN 1424-8247, S. 919, doi:10.3390/ph14090919, PMID 34577619, PMC 8466661 (freier Volltext).
26. ↑  Validierungsprojekte: DisCoVer. In: BmBF: Validierungsförderung VIP+. Bundesministerium für Bildung und Forschung, abgerufen am 22. September 2024.
27. 1 2  Krebsforschung: Der Weg zu mehr Qualität. DocCheck, abgerufen am 22. September 2024.
28. ↑  Wenjie Shi, Thomas Wartmann, Sara Accuffi, Sara Al-Madhi, Aristotelis Perrakis, Christoph Kahlert, Alexander Link, Marino Venerito, Verena Keitel-Anselmino, Christiane Bruns, Roland S. Croner, Yue Zhao, Ulf D. Kahlert: Integrating a microRNA signature as a liquid biopsy-based tool for the early diagnosis and prediction of potential therapeutic targets in pancreatic cancer. In: British Journal of Cancer. Band 130, Nr. 1, Januar 2024, ISSN 1532-1827, S. 125–134, doi:10.1038/s41416-023-02488-4, PMID 37950093.
29. ↑  Lennard M. Wurm, Björn Fischer, Volker Neuschmelting, David Reinecke, Igor Fischer, Roland S. Croner, Roland Goldbrunner, Michael C. Hacker, Jakub Dybaś, Ulf D. Kahlert: Rapid, label-free classification of glioblastoma differentiation status combining confocal Raman spectroscopy and machine learning. In: The Analyst. Band 148, Nr. 23, 20. November 2023, ISSN 1364-5528, S. 6109–6119, doi:10.1039/d3an01303k, PMID 37927114.
30. ↑  CRISPR/Cas-Technologie ermöglicht schnelle und minimal-invasive Diagnostik. In: Heinrich Heine Universität Düsseldorf. 23. April 2021, abgerufen am 23. September 2024.
31. ↑  Timo Sander, Joly Ghanawi, Emma Wilson, Sajjad Muhammad, Malcolm Macleod, Ulf Dietrich Kahlert: Meta-analysis on reporting practices as a source of heterogeneity in in vitro cancer research. In: BMJ open science. Band 6, Nr. 1, 2022, ISSN 2398-8703, S. e100272, doi:10.1136/bmjos-2021-100272, PMID 35721833, PMC 9171230 (freier Volltext).
32. ↑  Michael Hewera, Daniel Hänggi, Björn Gerlach, Ulf Dietrich Kahlert: eLabFTW as an Open Science tool to improve the quality and translation of preclinical research. In: F1000Research. Band 10, 2021, ISSN 2046-1402, S. 292, doi:10.12688/f1000research.52157.3, PMID 34381592, PMC 8323070 (freier Volltext).
33. ↑  Michael Hewera, Ann-Christin Nickel, Nina Knipprath, Sajjad Muhammad, Xiaolong Fan, Hans-Jakob Steiger, Daniel Hänggi, Ulf Dietrich Kahlert: An inexpensive and easy-to-implement approach to a Quality Management System for an academic research lab. In: F1000Research. Band 9, 2020, ISSN 2046-1402, S. 660, doi:10.12688/f1000research.24494.2, PMID 32765843, PMC 7385541 (freier Volltext).
34. ↑  Dilaware Khan, Ann-Christin Nickel, Sebastian Jeising, Constanze Uhlmann, Sajjad Muhammad, Daniel Hänggi, Igor Fischer, Ulf Dietrich Kahlert: Testing the Stability of Drug Resistance on Cryopreserved, Gene-Engineered Human Induced Pluripotent Stem Cells. In: Pharmaceuticals. Band 14, Nr. 9, 11. September 2021, ISSN 1424-8247, S. 919, doi:10.3390/ph14090919, PMID 34577619, PMC 8466661 (freier Volltext).
35. ↑  Constanze Uhlmann, Ann-Christin Nickel, Daniel Picard, Andrea Rossi, Guanzhang Li, Barbara Hildebrandt, Gabriele Brockerhoff, Farina Bendt, Ulrike Hübenthal, Michael Hewera, Hans-Jakob Steiger, Dagmar Wieczorek, Aristoteles Perrakis, Wei Zhang, Marc Remke, Katharina Koch, Julia Tigges, Roland S. Croner, Ellen Fritsche, Ulf D. Kahlert: Progenitor cells derived from gene-engineered human induced pluripotent stem cells as synthetic cancer cell alternatives for in vitro pharmacology. In: Biotechnology Journal. Band 17, Nr. 6, Juni 2022, ISSN 1860-7314, S. e2100693, doi:10.1002/biot.202100693, PMID 35334498.
36. ↑  CA21139 - 3Rs concepts to improve the quality of biomedical science (IMPROVE). In: COST-EU. 27. Mai 2022, abgerufen am 25. September 2024 (englisch).
37. ↑  COST: a career booster! In: cost.eu. 22. Juli 2024, abgerufen am 22. September 2024 (englisch).

| Personendaten    | Personendaten                                                 |
| ---------------- | ------------------------------------------------------------- |
| NAME             | Kahlert, Ulf                                                  |
| ALTERNATIVNAMEN  | Kahlert, Ulf Dietrich (vollständiger Name)                    |
| KURZBESCHREIBUNG | deutscher Krebsforscher, Stammzellbiologe und Hochschullehrer |
| GEBURTSDATUM     | 1981                                                          |
| GEBURTSORT       | Dresden                                                       |